# Platyrrhinus
Platyrrhinus là một chi động vật có vú trong họ Dơi mũi lá, bộ Dơi. Chi này được Saussure miêu tả năm 1860. Loài điển hình của chi này là Phyllostoma lineatum E. Geoffroy, 1810.

## Hình ảnh

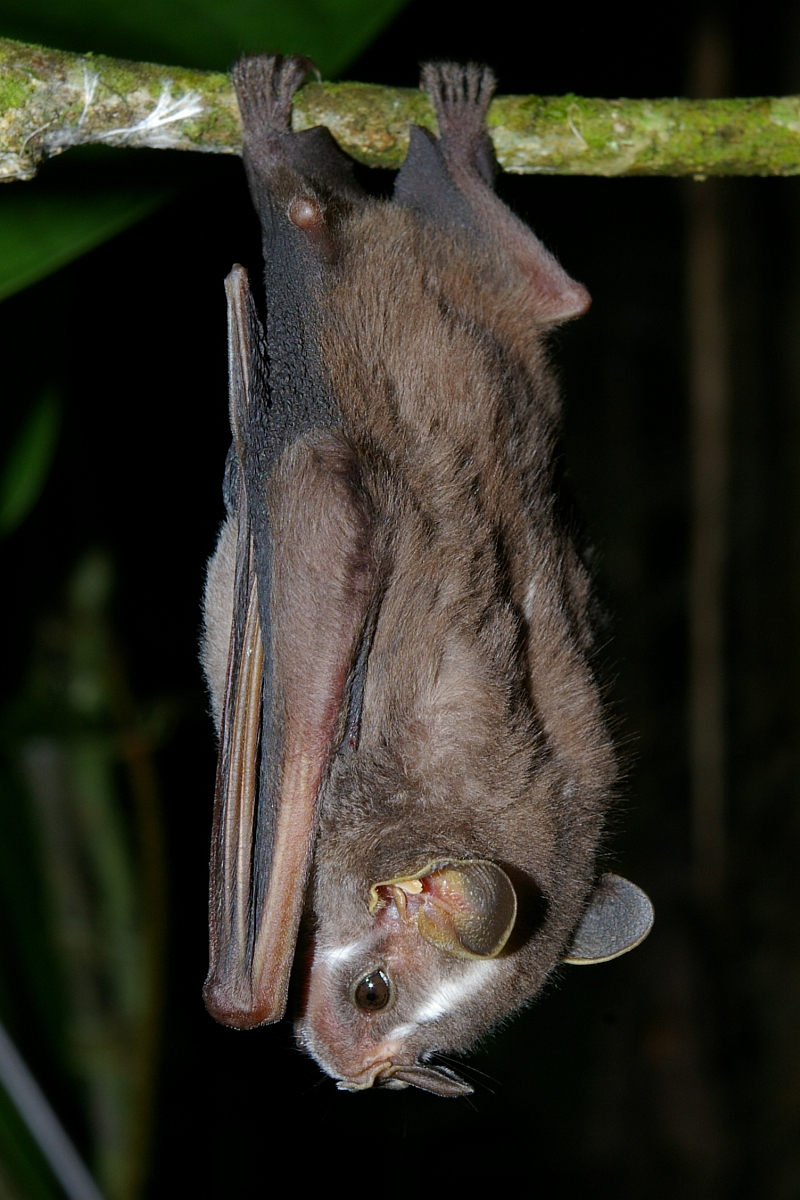
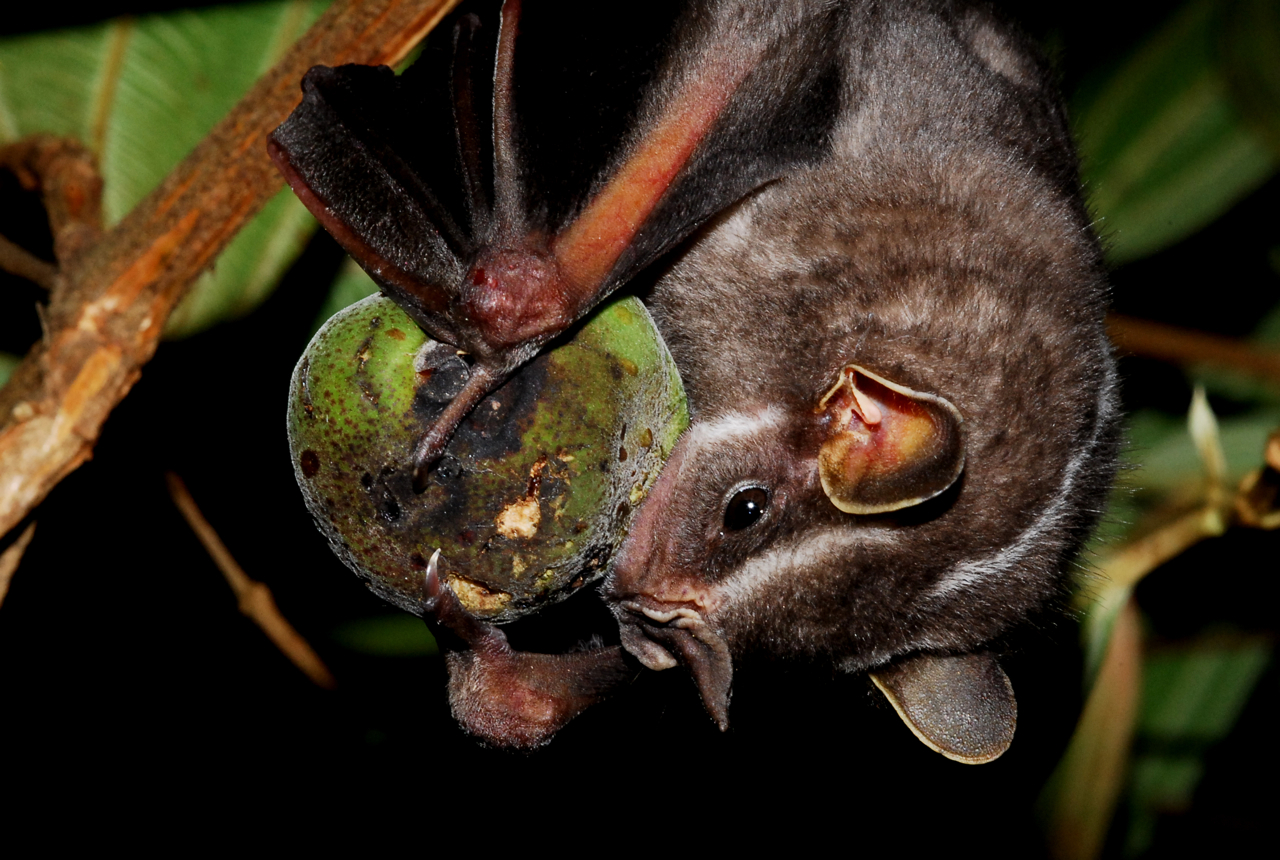

## Các loài
Chi này gồm các loài: